# Лосево (Кольненський повіт)
Лосево (пол. Łosewo) — село в Польщі, у гміні Кольно Кольненського повіту Підляського воєводства.
Населення — 95 осіб (2011).
У 1975-1998 роках село належало до Ломжинського воєводства.

## Демографія
Демографічна структура станом на 31 березня 2011 року:
|          | Загалом | Допрацездатний вік | Працездатний вік | Постпрацездатний вік |
| -------- | ------- | ------------------ | ---------------- | -------------------- |
| Чоловіки | 44      | 9                  | 28               | 7                    |
| Жінки    | 51      | 11                 | 28               | 12                   |
| Разом    | 95      | 20                 | 56               | 19                   |